# Kantongerecht Emmen

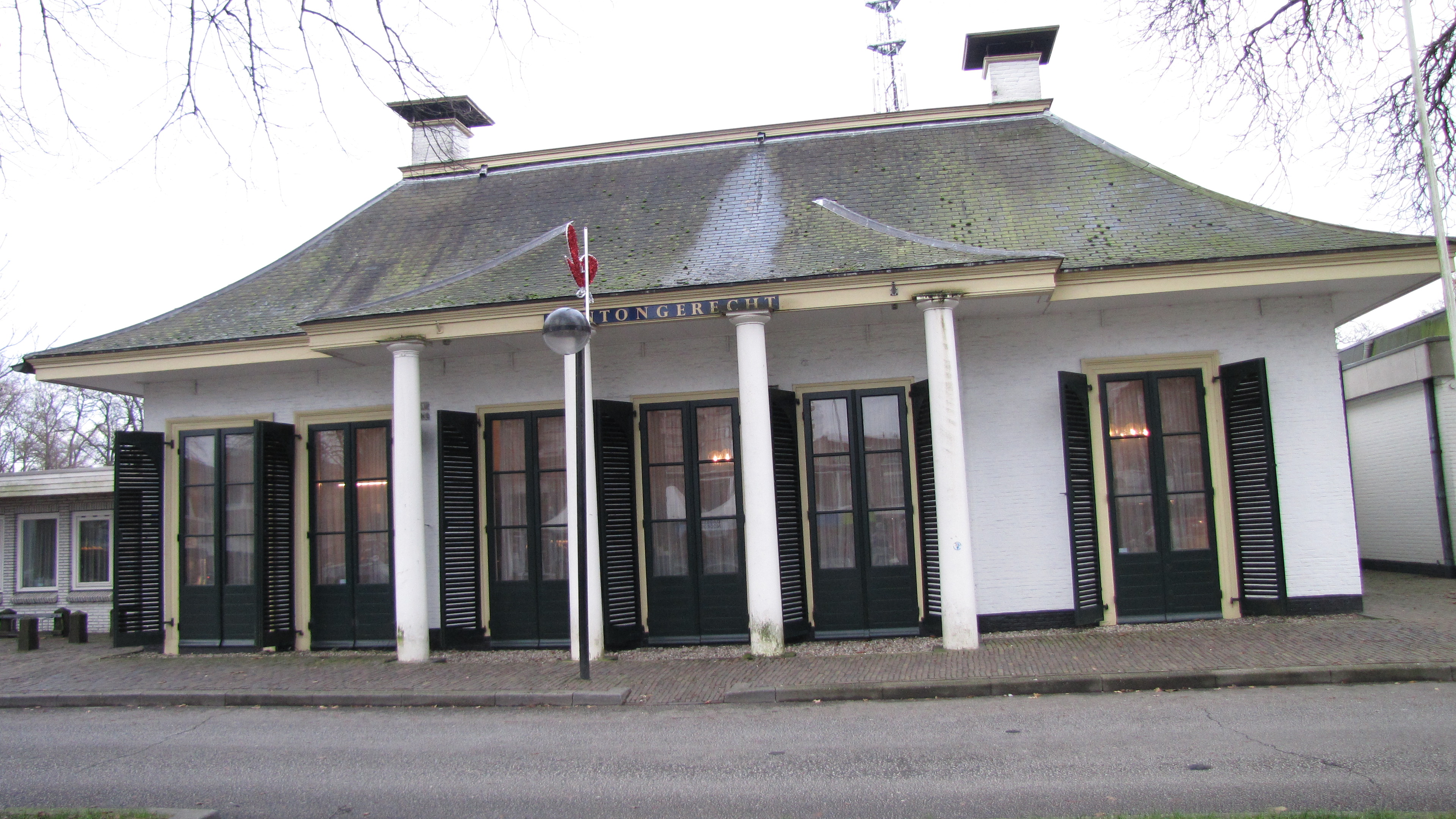
Het karakteristieke gebouw van het kantongerecht in Emmen

Het kantongerecht Emmen was van 1877 tot 2014 een van de kantongerechten in Nederland. Terwijl in 1877 in alle andere provincies het aantal kantongerechten werd verminderd, kwam er in Drenthe met de oprichting van Emmen juist een extra kantongerecht bij. Het gerechtsgebouw dateert uit circa 1840 en is ouder dan het gerecht zelf. Het gebouw is een rijksmonument.